# A Tribute to the Black Emperors
A Tribute to the Black Emperors è un split album compilation dei gruppi metal Morbid e Mayhem, pubblicato nel 1994 in maniera non ufficiale dalla Land of the Rising Sun Records.

## Il disco
Le canzoni dei Morbid provengono tutte dal demo December Moon. The Freezing Moon e Carnage dei Mayhem sono registrazioni in studio del 1990 con Dead alla voce, apparse anche su Projections of a Stained Mind. Necrolust proviene dall'EP Deathcrush con alla voce Maniac, il predecessore di Dead; Funeral Fog è una registrazione dal vivo proveniente da un concerto dei Mayhem a Lipsia, che può anche essere ascoltata nella pubblicazione ufficiale Live in Leipzig (1993).

### Copertina
La copertina del disco mostra una fotografia del chitarrista dei Mayhem assassinato nel 1993 Øystein Aarseth detto "Euronymous" insieme a Per "Pelle" Yngve Ohlin detto "Dead", che aveva cantato prima con i Morbid e poi con i Mayhem e che si suicidò nel 1991. Sul retro dell'LP c'è la storia delle band fino all'omicidio di Euronymous.

## Tracce
1. Morbid – My Dark Subconscious
2. Morbid – Wings of Funeral
3. Morbid – From the Dark
4. Morbid – Disgusting Semla
5. Mayhem – The Freezing Moon
6. Mayhem – Necrolust
7. Mayhem – Funeral Fog
8. Mayhem – Carnage

## Accoglienza
Sul sito web tedesco Voices from the Dark Side, Frank Stöver ha descritto A Tribute to the Black Emperors come un bootleg altamente raccomandato e di successo che include il demo December Moon dei Morbid in una qualità audio quasi perfetta. Il motivo di questa uscita è abbastanza ovvio: arricchire la popolarità dei Mayhem e dedicare il disco alla memoria di due delle personalità più influenti della scena Black Metal. A suo avviso, la pubblicazione sarebbe stata ancora più interessante se fosse stata pubblicata qualche anno prima.